# 仙台駅 (宮城電気鉄道)

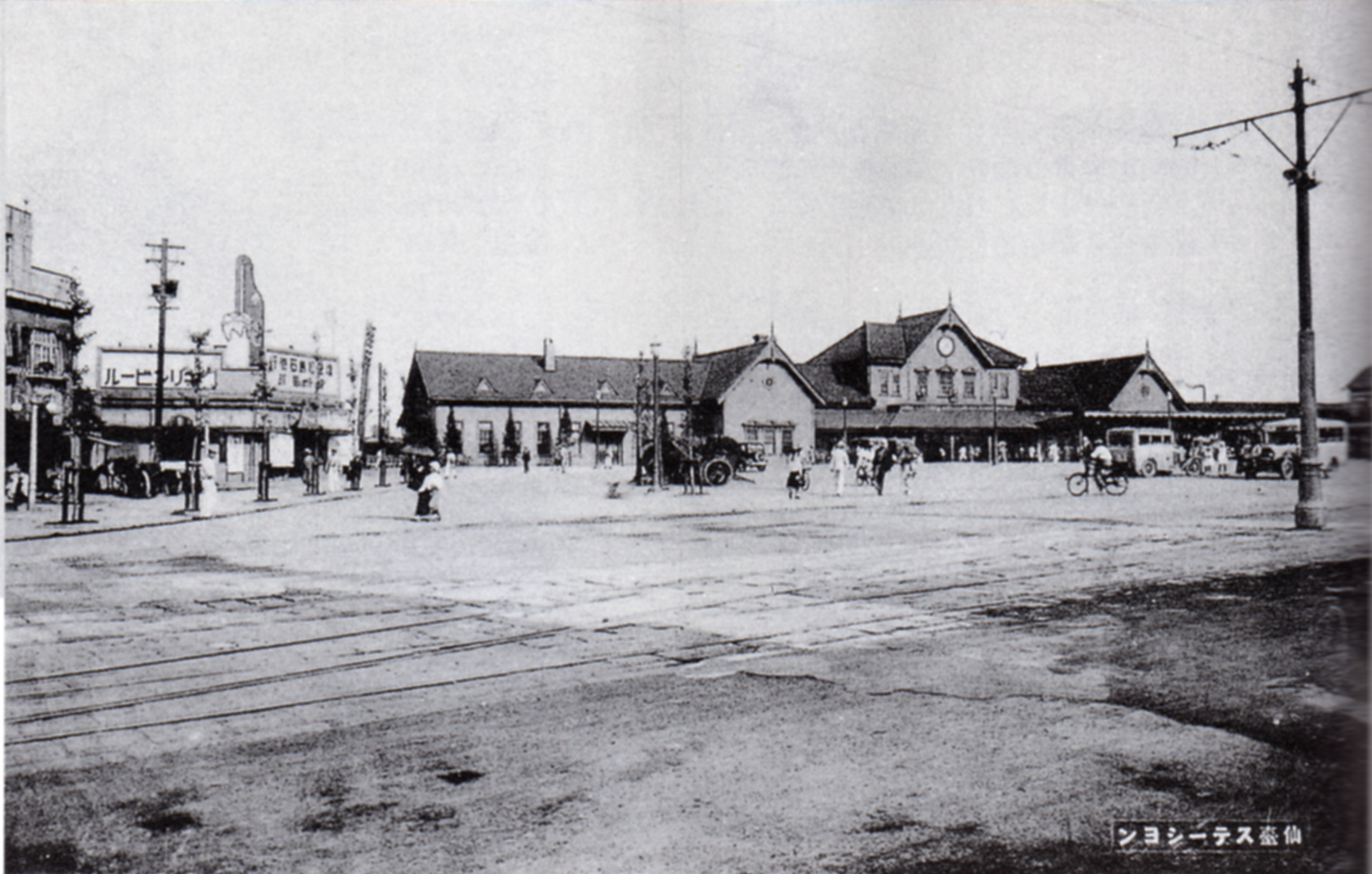
昭和初期の宮電仙台駅の地上駅舎（写真左）と、国鉄仙台駅駅舎（写真右）

仙台駅（せんだいえき）は、1925年（大正14年）に宮城県仙台市に設置された宮城電気鉄道の地下駅である。1944年（昭和19年）に鉄道省仙石線の仙台駅となり、1952年（昭和27年）まで存在した。日本で初めての本格的な地下駅として知られ、ここに至る鉄道線は日本初の地下鉄道といわれる。
現在の仙台駅仙石線地下ホームや仙台市地下鉄仙台駅とは位置が異なる。

## 概要

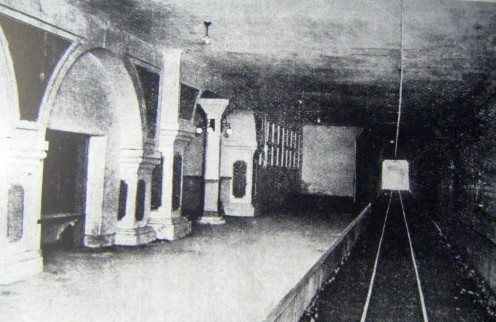
仙台駅 地下ホーム （1920年代）

1925年（大正14年）、新たに開業した宮城電気鉄道の始発駅として、現在の仙台市青葉区中央1丁目付近地下に設置された。プラットホームは線路の北側にあり1面1線の構造であったが、そのデザインはニューヨーク市地下鉄の77丁目駅（1918年開業）を模したともいわれ、アーチや壁面が薄緑色や橙色で塗られるなど、モダンで華やかなものであった。
宮城電気鉄道は、既に存在した鉄道省仙台駅の線路・プラットホームから直交する形で東に伸びる鉄道路線であったが、仙台の市街地は国鉄仙台駅の西側に広がっていたため、利便性と将来の路線伸長の観点から、このような国鉄線路を潜る形での線路と駅の設置が決定されたものという。ひとつ隣の東七番丁駅は地上駅であり、この仙台駅地下プラットホームに至る地下区間の全長はわずか130メートルから200メートル程度に過ぎなかったが、この区間は日本で初めての地下鉄道となった。
太平洋戦争中の1944年（昭和19年）、宮城電気鉄道は陸運統制令に基づく国有化が行われ、仙石線と改称された。これによって、この地下駅施設は鉄道省仙台駅の一部となった。

## 国有化後
仙石線の仙台駅と仙台東口駅（1944年に東七番丁駅から改称）の間は単線であり続けたために運行ダイヤ上のボトルネックとなり、また年月を経た地下駅は老朽化のために雨漏りなどが目立つようになっていたという。1947年（昭和22年）のカスリーン台風や1948年（昭和23年）のアイオン台風によってこの地下プラットホームは冠水し、ポンプによって排水作業が行われた。
1952年（昭和27年）、宮城県、山形県、福島県での第7回国民体育大会の開催を機に、仙台駅仙石線プラットホームは改修されることになった。それまでの仙台駅は線路の西側に駅舎を持ち、反対側の東側には駅舎がなかった。国体の主要会場の一つとされた宮城野原公園総合運動場は仙台駅の東側にあり、この運動場への交通の便の確保を目的とした改修だった。
同年6月1日に仙石線仙台東口駅と仙台駅の間の営業は休止され、工事を経て9月26日に仙石線用の仙台駅地上プラットホームが、旧線上のトンネル出口（仙石1番→8番ホームがトンネルの出口に位置する）にあたる東六番丁と東七番丁の間に開業した。これと同時に、この仙石線ホームに仙台駅の東口が併設された。宮城電気鉄道が設置した旧仙台駅地下駅及び地下鉄道区間は、線路撤去とホーム側に壁を設置し塞いだ上で、仙台駅の西口方面及び在来線ホームとこの新プラットホームを連絡する改札内の連絡通路に転用された。なお、地下駅当時のホームの一部は昭和40年代まで残存しており、旧ホーム入り口に改札口が置かれ、ホームから旧軌道敷（地下通路）に降りる扇形の階段が設置されていた。
この新しい仙石線用プラットホームは1面2線の行き止まり構造であり、仙石線が別ルートで地下化される2000年（平成12年）に至るまで始発駅として供用された。この仙石線プラットホームのさらなる移動によって、地下鉄道の跡であった地下通路も廃止された。